# Jealousy (песня Queen)
«Jealousy» (с англ. — «Ревность») — песня британской рок-группы Queen, написана Фредди Меркьюри, издана в альбоме Jazz и синглом в Бразилии, Канаде, Новой Зеландии, США и СССР.

## Песня
Песня единственная у группы издана на сингле
фирмой Мелодия в СССР. Также издан сборник гибких пластинок группы, биографий музыкантов, в который вошла песня, журналом Кругозор, приуроченный к летним олимпийским играм в Москве 1980 года. На обложке сборника изображён Олимпийский Мишка.
В песне Мэй играет на акустической гитаре Hallfredh, на которой был заменён гриф на специальный из твёрдого дерева, ровно выточенный, с небольшим отрезком ладовой проволоки, помещённым между ним и струнами, которые лежали аккуратно сверху. Струны производят эффект «жужжания» ситара. Эффект использован в песне «White Queen (As It Began)». Журнал Billboard счёл, что эффект придал песне звучание Beatles. Весь вокал был записан Меркьюри.
Кроме СССР песня издана на сингле с песней Fun It на стороне «Б».